# Заполье (Климовское сельское поселение)
Заполье — деревня в Ефимовском городском поселении Бокситогорского района Ленинградской области.

## История
ЗАПОЛЬЕ — деревня, по X-ой ревизии 1857 года принадлежит: Данилевич: число хозяйств  — 3, в них жителей: 5 м. п., 5 ж. п., всего 10 чел.;
 Такташеву: число хозяйств — 2, в них жителей: 4 м. п., 2 ж. п., всего 6 чел.;

ЗАПОЛЬЕ — деревня, по земской переписи 1895 года: крестьяне бывшие Данилевич: число хозяйств  — 3, в них жителей: 4 м. п., 3 ж. п., всего 7 чел.;
 бывшие Такташева: число хозяйств  — 4, в них жителей: 16 м. п., 11 ж. п., всего 27 чел.

В конце XIX — начале XX века деревня административно относилась к Соминской волости 1-го земского участка 3-го стана Устюженского уезда Новгородской губернии.

ЗАПОЛЬЕ — деревня Журавлёвского общества, число дворов — 9, число домов — 10, число жителей: 25 м. п., 30 ж. п.; Занятия жителей: лесные заработки. (1910 год)

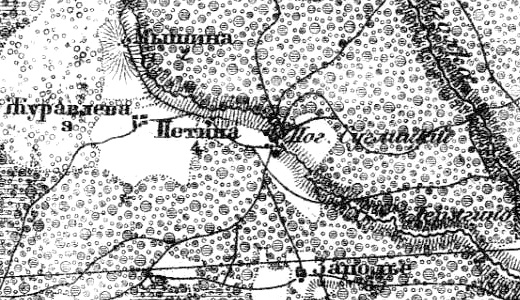
Деревня Заполье на карте 1917 года

Согласно карте Новгородской губернии 1917 года деревня насчитывала 6 крестьянских дворов.
По данным 1933 года деревня Заполье входила в состав Журавлёвского сельсовета Ефимовского района.
По данным 1966, 1973 и 1990 годов деревня Заполье входила в состав Журавлёвского сельсовета Бокситогорского района.
В 1997 году в деревне Заполье Журавлёвской волости проживали 11 человек, в 2002 году — 8 человек (все русские).
В 2007 году в деревне Заполье Климовского СП проживали 5 человек, в 2010 году — 1.
В мае 2019 года Климовское сельское поселение вошло в состав Ефимовского городского поселения.

## География
Деревня расположена в центральной части района на автодороге 41К-030 (Забелино — Красная Речка).
Расстояние до административного центра поселения — 19 км.
Расстояние до ближайшей железнодорожной станции Ефимовская — 20 км.

## Демография
| 1997 | 2002 | 2007 | 2010 | 2017 |
| ---- | ---- | ---- | ---- | ---- |
| 11   | ↘8   | ↘5   | ↘1   | ↗12  |

## Инфраструктура
На 1 января 2013 года в деревне числилось 5 домохозяйств.